# لودوی دم
لودوی دم (دانمارکی: Ludvig Dam; ۲۴ مارس ۱۸۸۴ – ۲۹ مارس ۱۹۷۲) شناگر اهل دانمارک بود.